# Landkreis Hildburghausen (1868–1952)
| Basisdaten                                                    | Basisdaten     |
| ------------------------------------------------------------- | -------------- |
| Bestandszeitraum                                              | 1869–1952      |
| Verwaltungssitz                                               | Hildburghausen |
| Einwohner                                                     | 61.424 (1939)  |
| Gemeinden                                                     | 107 (1939)     |
|                                                               |                |
| Lage des Landkreises Hildburghausen in Thüringen im Jahr 1922 |                |

Der Landkreis Hildburghausen war von 1868 bis 1952 ein Landkreis in Sachsen-Meiningen und in Thüringen. Der Kreissitz befand sich in Hildburghausen.

## Geschichte
Bei der Neuordnung des Herzogtums Sachsen-Meiningen im Jahr 1869 wurde aus den Verwaltungsämtern Hildburghausen und Römhild der Landkreis Hildburghausen als einer von vier Landkreisen gebildet. Die anderen drei Landkreise waren Saalfeld, Sonneberg und Meiningen. 1918 wurde das Herzogtum Sachsen-Meiningen zu einem Freistaat, der 1920 im neuen Land Thüringen aufging. In Thüringen kam es 1922 zu einer umfassenden Gebietsreform, bei der der Landkreis Hildburghausen weitgehend unverändert blieb und nur den meiningischen Anteil von Neustadt am Rennsteig an den Landkreis Arnstadt abgab.
Bei der ersten Gebietsreform in der DDR im Jahre 1950 wechselte die Gemeinde Masserberg aus dem Landkreis Arnstadt in den Landkreis Hildburghausen. Gleichzeitig fand ein Gebietsaustausch mit dem Landkreis Suhl statt. Der Landkreis Hildburghausen gab die Gemeinden Marisfeld, Oberstadt und Schmeheim an den Landkreis Suhl ab und im Gegenzug wechselten die Stadt Schleusingen und 22 weitere Gemeinden in den Landkreis Hildburghausen.
Bei der Gebietsreform von 1952 gab der Landkreis Hildburghausen die Stadt Schleusingen und mehrere weitere Gemeinden wieder an den Kreis Suhl ab; außerdem wechselten die Stadt Römhild und einige weitere Gemeinden in den Kreis Meiningen. Der verbleibende Landkreis wurde in den Kreis Hildburghausen im Bezirk Suhl überführt.

## Einwohnerentwicklung
| Einwohner                | 1890   | 1900   | 1910   | 1925   | 1939   | 1946   |
| ------------------------ | ------ | ------ | ------ | ------ | ------ | ------ |
| Landkreis Hildburghausen | 53.710 | 57.883 | 61.495 | 60.239 | 61.424 | 72.684 |

Einwohnerzahlen der Gemeinden mit mehr als 2.000 Einwohnern (Stand 1939):
| Gemeinde       | Einwohner |
| -------------- | --------- |
| Eisfeld        | 4.847     |
| Hildburghausen | 6.914     |
| Römhild        | 2.145     |
| Themar         | 3.218     |

## Städte und Gemeinden
Im Jahre 1939 umfasste der Landkreis Hildburghausen sechs Städte und 101 weitere Gemeinden:
| - Adelhausen - Albingshausen - Bad Colberg - Bedheim - Behrungen - Beinerstadt - Biberschlag - Birkenfeld - Bockstadt - Brattendorf - Brünn/Thür. - Bürden - Crock - Dingsleben - Ebenhards - Ehrenberg - Eicha - Einsiedel - Eisfeld, Stadt - Eishausen - Exdorf - Fehrenbach - Friedrichshöhe - Gabel - Gellershausen - Gießübel - Gleichamberg | - Gleicherwiesen - Gompertshausen - Goßmannsrod - Grimmelshausen - Grub - Haina - Harras - Häselrieth - Heid - Heldburg, Stadt - Hellingen - Henfstädt - Herbartswind - Heßberg - Hetschbach - Heubach - Hildburghausen, Stadt - Hindfeld - Hinterrod - Hirschendorf - Holzhausen - Käßlitz - Kloster Veilsdorf - Leimrieth - Lengfeld - Lichtenau - Linden | - Lindenau - Marisfeld - Massenhausen - Mendhausen - Merbelsrod - Milz - Obendorf - Oberneubrunn - Oberstadt - Oberwind - Pfersdorf - Poppenhausen - Poppenwind - Reurieth - Rieth - Römhild, Stadt - Roth - Saargrund - Sachsendorf - Schackendorf - Schirnrod - Schlechtsart - Schmeheim - Schnett - Schwarzbach - Schwarzenbrunn - Schweickershausen | - Seidingstadt - Siegritz - Simmershausen - St. Bernhard - Steinfeld - Stelzen - Stressenhausen - Streufdorf - Sülzdorf - Tachbach - Tellerhammer - Themar, Stadt - Tossenthal - Ummerstadt, Stadt - Unterneubrunn - Veilsdorf - Völkershausen - Wachenbrunn - Waffenrod - Wallrabs - Weitersroda - Weitesfeld - Westenfeld - Westhausen - Wolfmannshausen - Zeilfeld |

Vor 1939 fanden mehrere Eingemeindungen statt:
- Billmuthhausen, 1936 zu Bad Colberg
- Engenstein, 1922 zu Lichtenau
- Ernstthal, 1904 zu Unterneubrunn
- Steudach, 1922 zu Eisfeld
- Volkmannshausen, 1934 zu  Hellingen